# Mâle, Orne

Mâle este o comună în departamentul Orne, Franța. În 1 ianuarie 2018 avea o populație de 691 de locuitori.